# Vaucelles, Calvados
Vaucelles är en kommun i departementet Calvados i regionen Normandie i norra Frankrike. Kommunen ligger i kantonen Bayeux som ligger i arrondissementet Bayeux. År 2022 hade Vaucelles 600 invånare.

## Befolkningsutveckling
Antalet invånare i kommunen Vaucelles
Referens:INSEE